# 14 mai 1915
Le vendredi 14 mai 1915 est le 134e jour de l'année 1915.

## Naissances
- Jock Sturrock (mort le 11 juillet 1997), skipper australien
- Claude Vaudecrane (mort le 6 juin 2002), amateur d’art français, expert pour les monnaies romaines

## Autres événements
- Coup d'État du 14 mai 1915 au Portugal qui met en place la Junte constitutionnelle portugaise de 1915